# Boetefeur
Boetefeur bzw. Bötefür bzw. Bütefür ist ein deutscher Familienname.

## Herkunft
Der Name ist ein Berufsname der sich vom Beruf des Feueranmachers (Heizers) ableitet. Der Name besteht aus den niederdeutschen Wörtern „böten“ = anzünden, anmachen, anstochern und „Für“ = Feuer.

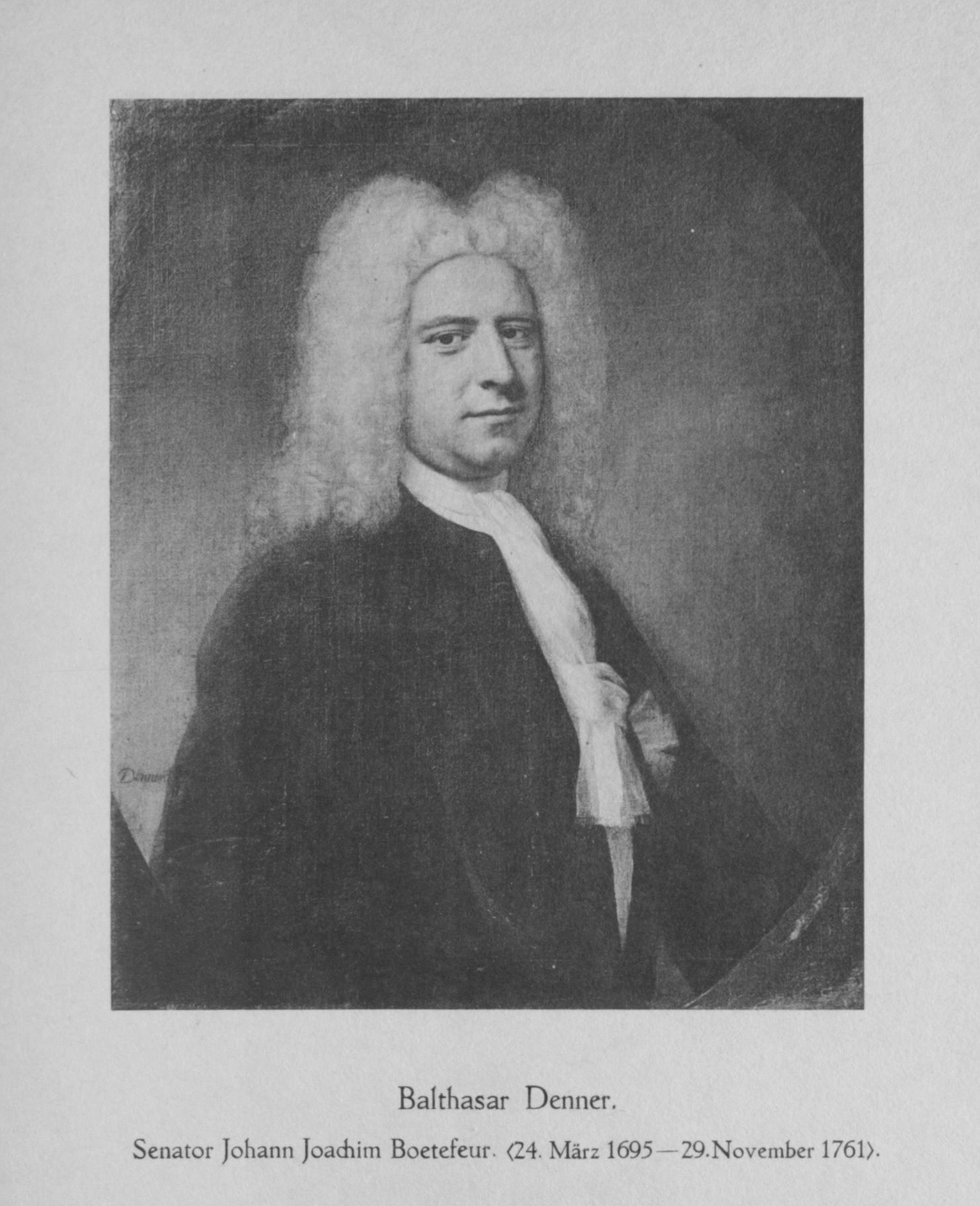
Balthasar Denner, Senator Johann Joachim Boetefeur 1695-1761

Der Name taucht auch in den Formen „Bötefeuer“, „Bötefür“, „Fürböter“ auf. Bötefür hat im Niederdeutschen auch die Bedeutung Aufwiegler wie Französisch Boutefeu.
Bekannte Vorkommen: Im 17. und 18. Jahrhundert existierte in Hamburg das Kaufmannsgeschlecht Boetefeur, das zahlreiche Ratsmitglieder und Mitglieder des Kollegiums der Oberalten stellte. Johann Joachim Boetefeur 1695–1761 war Senator, Joachim Boetefeur war 1709–1710 Präses der Handelskammer Hamburg. Ein Ururenkel von ihm war Johann Friedrich Albrecht August Meyer.

## Namensträger
- Karl Bötefür (1875–nach 1945), Offizier, Kolonialbeamter und Landrat
- Meike Neitsch (* 1963), geborene Meike Bötefür, deutsche Handballspielerin
- Markus Bötefür (* 1965), Historiker und Schriftsteller
- Nadja Büteführ (1966–2024), deutsche Politikerin